# Burg Pflindsberg

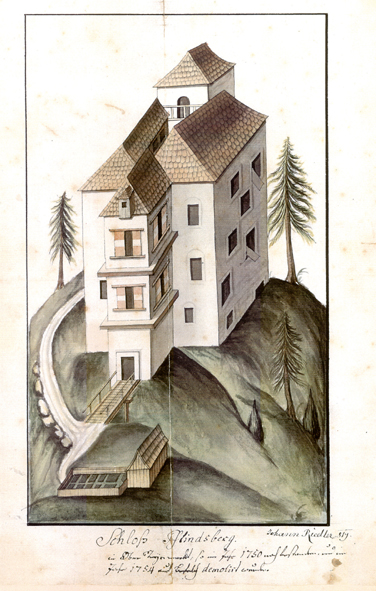
Burg Pflindsberg um 1750

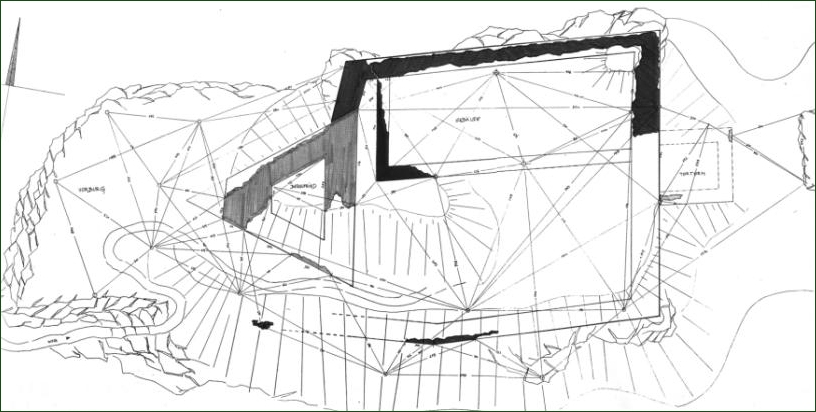
Grundriss der Burgruine Pflindsberg

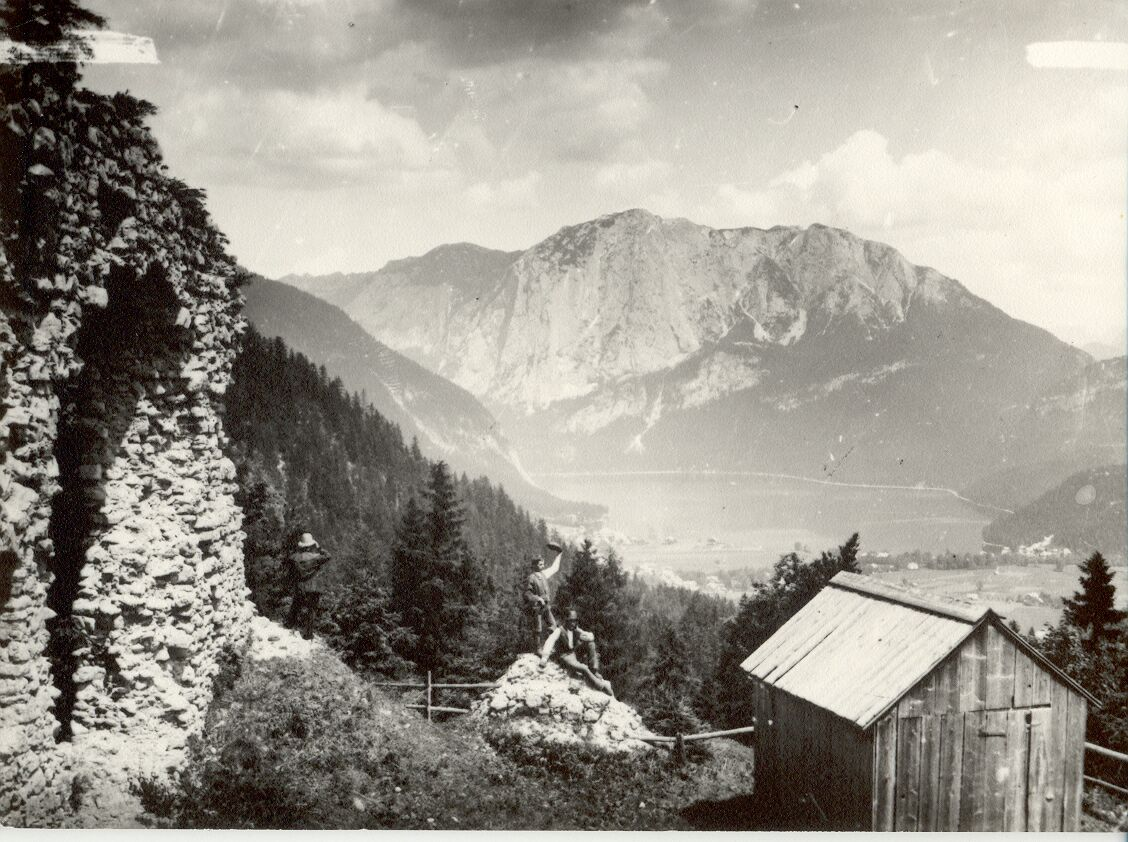
Burgruine Pflindsberg um 1900

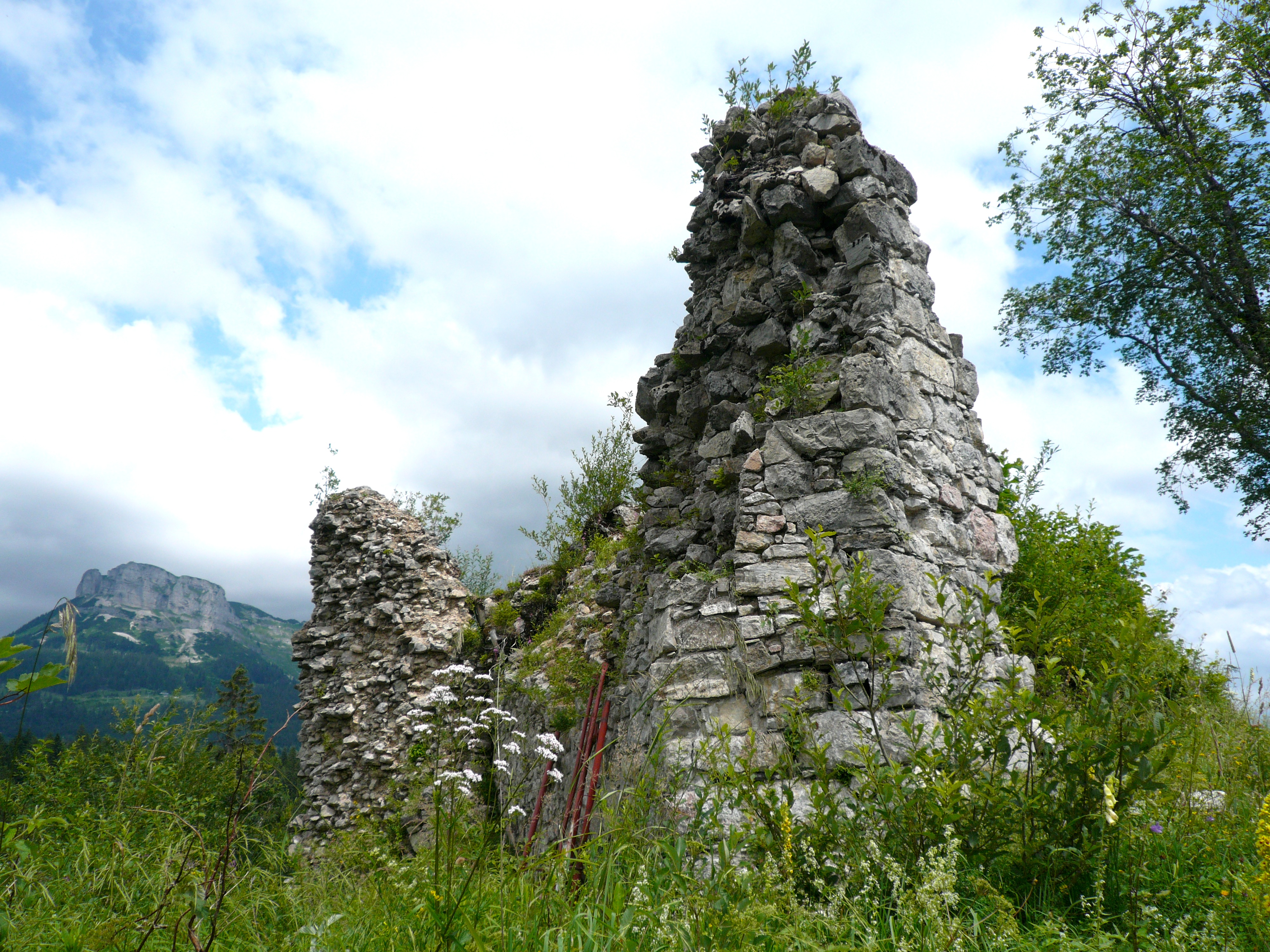
Burgruine Pflindsberg 2012

Die Burg Pflindsberg ist eine spätmittelalterliche Ruine einer Höhenburg in der Gemeinde Altaussee im Bezirk Liezen in der Steiermark, Österreich.

## Lage
Die Burg lag westlich von Altaussee auf einer 945 m hohen, bewaldeten Hügelkuppe und war der einzige größere mittelalterliche Wehrbau des Ausseerlands.

## Name
Der Name Pflindsberg leitet sich vom mittelhochdeutschen „vlins“ (= der Kies, der Fels) ab und verweist auf den felsigen Bauplatz der Festungsanlage.

## Geschichte
Die Burg Pflindsberg wurde um 1250 im Auftrag des erwählten Erzbischofs von Salzburg, Philipp von Spanheim, erbaut. Nach dem Tod des letzten Babenberger Herzogs Friedrich II. im Jahre 1246 hatte Philipp von Spanheim in der Folge weite Teile des steirischen Ennstals und somit auch das Ausseerland besetzt. Die Wehranlage wurde zur Befestigung des neuen Machtanspruchs und zum Schutz der nahen Salzbergwerke am Sandling-Massiv und der Saumpfade gegründet. In der Reimchronik Ottokars aus der Gaal heißt es dazu:

„Ouch diente dem fürsten rich
 der Halberc und Usze,
 daʒ (her Philipp) gewunne krefte mê,
 den Phlinsperc er bûte.“

Philipp von Spanheim musste sich im Zuge des Friedens von Ofen 1254 schließlich wieder aus der Steiermark zurückziehen und die Burg gelangte in landesfürstlichen Besitz. Im Jahre 1265 wurde die Anlage erweitert und als "Vlinsperch castrum" erstmals urkundlich erwähnt. Aufgrund der Schutzfunktion für das Bergwerk (Halberc), die Saline (in Usze = Aussee) und die Straße über den Pötschenpass war sie gegen Ende des 13. Jahrhunderts eine wichtige Grenzfeste der Steiermark.
Die Anlage entwickelte sich zum Verwaltungsmittelpunkt mit niederer Gerichtsbarkeit der eigenständigen Herrschaft Pflindsberg, die von der landesfürstlichen Herrschaft Grauscharn-Pürgg abgetrennt wurde. Das Pflegeamt wurde von einem landesfürstlichen Beamten ausgeübt. Der Zuständigkeitsbereich der Herrschaft Pflindsberg umfasste rund 90 % der Güter des Ausseerlandes. Die kleine Festung fungierte zusätzlich auch als Sitz des für die Saline zuständigen Pflegeamtes (Hallamt). Die beiden Ämter (Pfleger der Herrschaft Pflindsberg und Pfleger der Saline) wurden meist in Personalunion ausgeübt. Den Amtssitz der Salinenverwaltung verlegte man jedoch bereits 1395 in den Markt Aussee.
Zwischen 1460 und 1490 wurde der Herrschaft die hohe Gerichtsbarkeit übertragen. Die Burgpfleger fungierten ab diesem Zeitpunkt auch als Landrichter und der Bergfried der Burg Pflindsberg diente als Gefängnis des Landgerichts.
Im Verlauf des 16. Jahrhunderts wurde schließlich auch der Verwaltungssitz der Herrschaft Pflindsberg in den Markt Aussee verlegt.
1574/75 ließ Erzherzog Karl II. die damals bereits ziemlich verfallene Anlage wieder instand setzen. Es wurde eine Wohnung für einen Bergmeister, der zugleich Kerkermeister war, eingerichtet. 1750 wurden Herrschaft und Burg Pflindsberg in das Salinenärar übernommen, und so übersiedelte letztlich auch das Gericht nach Aussee. 1755 verließ der letzte Bewohner, der Bergmeister Preßl, die Burg, um in den Ort zu ziehen. Die Anlage wurde aufgegeben und bereits 1780 war sie gänzlich verfallen.

## Beschreibung
Die Burg Pflindsberg war von Anfang an als Befestigungswerk konzipiert und nicht zur Hofhaltung vorgesehen. Sie war ein fast quadratischer Bau mit vorgesetztem Bergfried auf der West- und kleinem Torturm auf der Ostseite und nahm die gesamte Hügelkuppe ein. Auf drei Seiten standen die Grundmauern der Burg auf steil abfallendem Gelände und Felskanten, auf der vierten Seite schützte sie ein Graben, über den eine Brücke zum Torturm führte. Der Bergfried auf der Feindseite hatte ursprünglich die Form eines gleichschenkeligen Dreiecks mit ca. 12 m Seitenlänge und 2 m Wandstärke, wobei sich eine Kante gegen die Angriffsrichtung stellte. Bei der Sanierung 1574, als der Turm nur noch als Gefängnis diente, wurde die ca. 60 Grad spitze Kante gekappt und durch eine kurze, vierte Seite ersetzt. Der Haupttrakt der Burg befand sich hinter dem Bergfried und bestand aus zwei schmalen Gebäuden im Norden und Süden. Gemeinsam mit Bergfried und Torturm umschlossen sie einen länglichen Hof.
Nachdem die ursprüngliche, strategische Funktion als Bollwerk und Grenzfeste immer mehr an Bedeutung verlor, führte man nur mehr die notwendigsten Reparaturen am Gebäude durch. Alle Mauerführungen, die Weststrecke des Bergfrieds ausgenommen, wurden bei den Sanierungsmaßnahmen stets in der vorhergehenden Form wiederhergestellt.
Ob die Festung während ihrer ersten Zeit auch als Wohnsitz der Pfleger der Herrschaft Pflindsberg und der Saline genutzt wurde, ist wegen ihrer sehr abseitigen Lage und des geringen Grundbesitzes von nur drei einmahdigen Wiesen unklar. Denkbar ist dies zumindest bis 1395, bevor der Amtssitz der Salinenverwaltung nach Aussee verlegt wurde.
Heute sind von der Burganlage nur mehr sehr spärliche Mauerreste des Bergfrieds, des nördlichen Palas und der Wehrmauer erhalten.
Im Bereich des südlichen Gebäudes und des Torturms sind nur mehr sehr geringe Mauerreste auszumachen. Im Nordosten der Ruine sind Mauerreste vorgelagert, die womöglich Reste eines Vorwerkes darstellen. Auf der Ostseite der ehemaligen Festung hat sich eine in den Fels geschlagene Treppe erhalten. Sie führt zum so genannten „Pflindsberger Krautgarten“ am Fuße des steilen Burghügels.

## Heutige Nutzung
Seit 1972 bemüht sich der „Burgenverein Pflindsberg“ um die Erhaltung der Ruine. Im Jahr 2000 errichteten die Österreichischen Bundesforste auf dem Gelände der ehemaligen Burganlage eine Aussichtswarte. 2005 wurde die Burgruine Pflindsberg unter Denkmalschutz gestellt.

## Sage
Der Sage nach treibt ein schwarzer Reiter auf einem schwarzen Pferd des Nachts sein Unwesen um die Burgruine. Es soll sich um den Geist eines Verbrechers handeln, der im Turm der Burg verstarb.